# Relaciones Australia-Ecuador
Las relaciones Australia-Ecuador se refiere a las relaciones internacionales entre la Mancomunidad de Australia y la República del Ecuador.

## Historia
Una misión consular de Australia en Ecuador se estableció en 1968, siete años después de la Comisión de Comercio.
Los vínculos entre Australia y Ecuador continúan creciendo, incluyendo estudiantes, viajeros y un gran grupo de graduados australianos en Ecuador. En 2019 y 2020 comenzó un nuevo acuerdo de visas de trabajo y vacaciones entre Australia y Ecuador.
Australia y Ecuador son miembros de las Naciones Unidas, la OMC, el Fondo Monetario Internacional y el Banco Mundial.
Australia apoyó a Ecuador durante la pandemia del Coronavirus a través del Programa de Asistencia Directa (DAP). El programa financió a trabajadores textiles locales para que produjeran 34.000 mascarillas para ayudar en la respuesta del gobierno a la pandemia. Otro proyecto es ayudar a la recuperación económica y abordar la violencia de género capacitando a productoras en técnicas agrícolas y ayudando a plantar cultivos en el suelo.
En octubre de 2019, la Embajada de Australia apoyó a dos “embajadores graduados” ecuatorianos para asistir a la Conferencia Internacional de Minería y Recursos en Melbourne.

## Acuerdos bilaterales
- 2019 - Work and Holiday Visa (WHV)
- 2015 - MoU sobre cooperación en minería.
- 2014 - MoU sobre servicios aéreos.
- 2011 - MoU sobre el establecimiento de consultas políticas.[1]

## Relaciones económicas
En enero de 2020, CSIRO ayudó a impartir un curso para periodistas sobre temas de minería responsable en tres ciudades de Ecuador. El curso revisó las diferencias entre la pequeña y la gran minería, las cuestiones ambientales y los enfoques australianos para la participación comunitaria.
En noviembre de 2017, se celebró en Quito la Cumbre Empresarial Australia-Ecuador para promover la experiencia y la capacidad de Australia para apoyar el creciente sector minero de Ecuador. La cumbre se centró en la capacidad australiana en exploración minera y construcción en etapas iniciales, particularmente en el desarrollo de habilidades, perforación y gestión responsable de recursos, incluidos el agua, el medio ambiente y las relaciones comunitarias.
Austrade tiene como objetivo atraer inversión extranjera directa a Australia. Además, también identifica oportunidades de mercado y promueve las capacidades de los exportadores y proveedores de educación australianos.
El gobierno ecuatoriano ha tomado recientemente medidas para mejorar la gobernanza e introducir una mayor transparencia. Ha obtenido financiación de prestamistas multilaterales para fortalecer su economía.
Los prometedores resultados de exploración, las abundantes fuentes de energía y agua y los anuncios del gobierno sobre el desarrollo continuo del sector minero han hecho de Ecuador un destino cada vez más atractivo para las empresas australianas.
Ecuador ha desarrollado una nueva política pública minera para atraer mayores inversiones a su subdesarrollado sector minero y aprovechar su buena geología. Además, existen oportunidades en campos relacionados, como servicios educativos.

## Misiones diplomáticas residentes
- Australia está acreditada ante Ecuador desde su embajada en Santiago de Chile y mantiene un consulado honorario en Guayaquil.
- Ecuador tiene una embajada en Canberra y mantiene consulados generales en Melbourne y Adelaida.